# تیش هینوجوسا
لتیسیا "تیش" هینوجوسا (متولد ۶ دسامبر ۱۹۵۵، سن آنتونیو، تگزاس) خواننده مکزیکی آمریکایی به دو زبان انگلیسی و اسپانیایی است. والدین وی مهاجران مکزیکی بودند، او ۱۲ خواهر و برادر داشت که کوچکترین در میان آنها محسوب می‌شود. علاقه او به موسیقی از دوران کودکی‌اش و زمانی که در آشپزخانه پدر و مادرش هر روز به رادیو و برنامه‌های موسیقی گوش می‌کردند شکل گرفت و از ۱۴ سالگی در دبیرستان شروع به یادگیری گیتار کرد.